# Upplands runinskrifter 626
Upplands runinskrifter 626 är ett vikingatida runstensfragment av granit i Bälby, Håbo-Tibble socken och Upplands-Bro kommun. Runstensfragmentet är 0,61 meter högt och 0,29 meter brett. Runhöjden är ca 6,5 centimeter. Fragmentet var tidigare inmurat i en potatiskällare men framtogs och restes 1947.

## Inskriften
Translitterering av runraden:
... [auk · kuriþr · litu · ra]isa · stain · þ[eno · -... ... bruþur : simi : ... ...r · sin þis]a · men · uaʀu · f[eþrkaʀ]
Normalisering till runsvenska:
... ok Gyriðr letu ræisa stæin þenna [æftiʀ] ... broður sinn(?) ... [faðu]r sinn. Þessa mænn vaʀu fæðrgaʀ.
Översättning till nusvenska:
... och Gyrid lät resa denna sten efter ... sin broder ... sin fader. Dessa män var fader och söner.